# Países Bajos en los Juegos Europeos de Bakú 2015
Los Países Bajos participaron en los Juegos Europeos de Bakú 2015 con una delegación de 120 deportistas. Responsable del equipo nacional fue el Comité Olímpico Neerlandés, así como las federaciones deportivas nacionales de cada deporte con participación.

## Medallistas
El equipo de los Países Bajos obtuvo las siguientes medallas:
| Nombre                                                                    | Deporte            | Competición              |
| ------------------------------------------------------------------------- | ------------------ | ------------------------ |
| Oro                                                                       |                    |                          |
| Nouchka Fontijn                                                           | Boxeo              | Medio (–75 kg) F         |
| Ellen van Dijk                                                            | Ciclismo en ruta   | Contrarreloj F           |
| Lieke Wevers                                                              | Gimnasia artística | Barra de equilibrio F    |
| Kim Polling                                                               | Judo               | –70 kg F                 |
| Marhinde Verkerk                                                          | Judo               | –78 kg F                 |
| Henk Grol                                                                 | Judo               | –100 kg M                |
| Marrit Steenbergen                                                        | Natación           | 100 m libre F            |
| Li Jiao                                                                   | Tenis de mesa      | Individual F             |
| Plata                                                                     |                    |                          |
| Stef Clement                                                              | Ciclismo en ruta   | Contrarreloj M           |
| Twan van Gendt                                                            | Ciclismo BMX       | Individual M             |
| Casimir Schmidt                                                           | Gimnasia artística | Salto de potro M         |
| Marrit Steenbergen                                                        | Natación           | 200 m libre F            |
| Marrit Steenbergen                                                        | Natación           | 50 m libre F             |
| Pien Schravesande Frederique Janssen Laura van Engelen Marrit Steenbergen | Natación           | 4x100 m libre F          |
| Iris Tjonk Tes Schouten Josien Wijkhuijs Marrit Steenbergen               | Natación           | 4x100 m estilos F        |
| Laura van Engelen Frederique Janssen Marieke Tienstra Marrit Steenbergen  | Natación           | 4x200 m libre F          |
| Li Jie                                                                    | Tenis de mesa      | Individual F             |
| Li Jie Li Jiao Britt Eerland                                              | Tenis de mesa      | Equipo F                 |
| Sjef van den Berg                                                         | Tiro con arco      | Individual M             |
| Rachel Klamer                                                             | Triatlón           | Individual F             |
| Bronce                                                                    |                    |                          |
| Anna van der Breggen                                                      | Ciclismo en ruta   | Ruta F                   |
| Annemiek van Vleuten                                                      | Ciclismo en ruta   | Contrarreloj F           |
| Lieke Wevers                                                              | Gimnasia artística | Concurso completo ind. F |
| Lisa Top                                                                  | Gimnasia artística | Salto de potro F         |
| Lieke Wevers                                                              | Gimnasia artística | Suelo F                  |
| Celine van Gerner Lieke Wevers Lisa Top                                   | Gimnasia artística | Equipo F                 |
| Guillaume Elmont                                                          | Judo               | –90 kg M                 |
| Guusje Steenhuis                                                          | Judo               | –78 kg F                 |
| Rick van der Ven Sjef van den Berg Mitch Dielemans                        | Tiro con arco      | Equipo M                 |